# Manamadurai
Manamadurai är en ort i Indien.   Den ligger i distriktet Sivaganga och delstaten Tamil Nadu, i den södra delen av landet, 2 100 km söder om huvudstaden New Delhi. Manamadurai ligger 72 meter över havet och antalet invånare är 27 493.
Terrängen runt Manamadurai är mycket platt. Runt Manamadurai är det tätbefolkat, med 286 invånare per kvadratkilometer. Närmaste större samhälle är Paramagudi, 19,2 km sydost om Manamadurai. Trakten runt Manamadurai består till största delen av jordbruksmark.